# Епархия Эль-Тигре
Епархия Эль-Тигре (исп. Diócesis de El Tigre) — епархия Римско-католической церкви с центром в городе Эль-Тигре, Венесуэла. Епархия Эль-Тигре входит в митрополию Куманы. Правящим епископом епархии Эль-Тигре является Хосе Мануэль Ромеро Барриос.

## Территория
Епархия охватывает южную часть венесуэльского штата Ансоатеги, а именно муниципалитеты Симон-Родригес, Сан-Хосе-де-Гуанипа, Индепенденсия, Франсиско-де-Миранда и Хосе-Грегорио-Монагас, приход Качипо в муниципалитете Арагуа и приход Сан-Томе.
Площадь епархии Эль-Тигре составляет 22.978 км², её территория разделена на 14 приходов.

## История
31 мая 2018 года Папа Римский Франциск учредил епархию Эль-Тигре, выделив её из епархии Барселоны.

## Ординарии епархии
- епископ Хосе Мануэль Ромеро Барриос (с 31 мая 2018 года)[1].

## Статистика
На дату образования епархии Эль-Тигре на её территории проживало 406 050 человек. В епархии насчитывалось 13 священников и 9 монахинь.
| год  | население | население | население | священники | священники        | священники         | священники                           | постоянные диаконы | монахи  | монахи  | приходы |
| год  | католики  | всего     | %         | всего      | белое духовенство | черное духовенство | число католиков на одного священника | постоянные диаконы | мужчины | женщины | приходы |
| ---- | --------- | --------- | --------- | ---------- | ----------------- | ------------------ | ------------------------------------ | ------------------ | ------- | ------- | ------- |
| 2018 | 325.000   | 406.050   | 80        | 13         |                   |                    |                                      |                    |         | 9       | 14      |